# وارن بوندو
وارن بوندو (انگلیسی: Warren Bondo؛ زادهٔ ۱۵ سپتامبر ۲۰۰۳) بازیکن فوتبال اهل فرانسه  که به صورت قرضی برای باشگاه آ.ث میلان بازی می کند.
وی همچنین در تیم‌های ملی فوتبال France national under-16 football team، زیر ۱۷ سال فرانسه، و زیر ۱۹ سال فرانسه بازی کرده‌است.